# Liste der Naturdenkmale in Rückeroth
Die Liste der Naturdenkmale in Rückeroth nennt die im Gemeindegebiet von Rückeroth ausgewiesenen Naturdenkmale (Stand 13. Juni 2024).

## Naturdenkmale
| Nr.         | Bezeichnung | Lage                                 | Beschreibung                                                  | Bild            |
| ----------- | ----------- | ------------------------------------ | ------------------------------------------------------------- | --------------- |
| ND-7143-478 | Kirchlinde  | Oberdorfstraße, gegenüber Nr. 2 Lage | Tilia platyphyllos, vor 1600 gepflanzt, 10 m Brusthöhenumfang | Fotos hochladen |